# Laurenzio
Il laurenzio o laurencio è l'elemento chimico della tavola periodica che ha come simbolo Lr e come numero atomico il 103. È un elemento sintetico, radioattivo, a vita breve, transuranico, appartenente alle terre rare. Il laurenzio viene sintetizzato dal californio e non possiede applicazioni pratiche.

## Caratteristiche
L'aspetto del laurenzio è sconosciuto, ma è probabilmente metallico e di colore bianco-argenteo o grigio. Si sa poco delle proprietà chimiche del laurenzio, ma un lavoro preliminare su pochi atomi ha indicato che ha comportamenti simili a quelli degli attinidi.
Il laurenzio è ancora spesso associato alla serie chimica degli attinidi nella tavola periodica. Comunque, contrariamente alle altre terre rare, l'elemento 103 è un elemento del blocco d, e si tende a posizionarlo in questa serie chimica.

## Storia
Il laurenzio venne sintetizzato per la prima volta da Albert Ghiorso, Torbjorn Sikkeland, Almon Larsh e Robert M. Latimer il 14 febbraio 1961 ai Berkeley Radiation Laboratory (oggi chiamati Lawrence Berkeley National Laboratory) dell'Università di Berkeley in California. Fu prodotto bombardando 3 mg di materia composta da 3 isotopi del californio, con ioni di boro-10 e boro-11, all'interno dell'Acceleratore Lineare di Ioni Pesanti (HILAC).
I nuclei trasmutati, divenuti elettricamente carichi, vennero richiamati con un'atmosfera di elio e raccolti su un nastro conduttore di rame. Questo nastro venne poi spostato per posizionare gli atomi raccolti davanti a una serie di rilevatori a stato solido. Il gruppo di Berkeley riportò che l'isotopo 103-257 venne rivelato in questo modo e decadde emettendo una particella alfa a 8,6 MeV con una emivita di 4,2 secondi.
Nel 1967 i ricercatori di Dubna, in Russia riportarono che non furono in grado di confermare l'emettitore della particella alfa con emivita di 4,2 secondi, come 103-257. Questa assegnazione è stata cambiata in 258Lr o 259Lr. Dodici isotopi dell'elemento 103 sono stati sintetizzati, con il 266Lr come più longevo, avendo un'emivita di 11 ore. L'isotopo 266Lr è stato ottenuto come prodotto di decadimento del tennesso. Gli isotopi del laurenzio decadono tramite emissione alfa, fissione nucleare spontanea o cattura di elettrone (in ordine dal più al meno comune).
L'origine del nome, preferito dalla American Chemical Society, fa riferimento a Ernest Lawrence, l'inventore del ciclotrone. Il simbolo Lw usato originariamente venne cambiato in Lr nel 1963. Nell'agosto del 1997 l'Unione internazionale di chimica pura e applicata (IUPAC) ratificò il nome laurenzio e il simbolo Lr durante un meeting a Ginevra.